# آتش دل (آلبوم)
آلبوم موسیقی سنتی آتش دل با صدای علیرضا افتخاری ، آهنگسازی عبدالحسین برازنده و تنظیم موسیقی مهرداد دلنوازی است که در آواز افشاری و آواز ابوعطاء که به یاد جلال تاج اصفهانی اجرا شده‌است.
آلبوم آتش دل اولین آلبوم رسمی موسیقی علیرضا افتخاری می‌باشد که در سال ۱۳۶۲ انتشار یافته. این اثر با نظارت فرامرز پایور ضبط و منتشر گردید‌ه است.

## قطعات
| نام ترانه                                           | ترانه‌سرا                           | آهنگساز           | تنظیم کننده    |
| --------------------------------------------------- | ---------------------------------- | ----------------- | -------------- |
| چهار مضراب قرائی آواز و تصنیف رنگ‌های طبیعت (افشاری) | شعر تصنیف: شیدای اصفهانی غزل: سعدی | فرامرز پایور      | مهرداد دلنوازی |
| چهار مضراب حجاز آواز و تصنیف آتش دل (ابوعطا)        | شعر تصنیف: سالک غزل: سعدی          | عبدالحسین برازنده | مهرداد دلنوازی |

## دست‌اندرکاران

### هنرمندان
آواز: علیرضا افتخاری
آهنگسازان: فرامرز پایور / عبدالحسین برازنده
تنظیم کننده: مهرداد دلنوازی

#### نوازندگان
نی: محمد موسوی
تار: هوشنگ ظریف، مهرداد دلنوازی
تنبک: جمشید محبی
سنتور: سعید ثابت
عود: محمد دلنوازی
بم‌تار: حسن زرگانی
کمانچه: محمد مقدسی، هادی منتظری